# Quinteto con clarinete (Mozart)
El Quinteto con clarinete en la mayor, K. 581, o Quinteto Stadler es una obra del compositor Wolfgang Amadeus Mozart para un clarinete, dos violines, una viola y un violonchelo. Fue compuesto originalmente para clarinete di basseto y dedicado a su amigo el clarinetista Anton Stadler para ser interpretado por él mismo. Es habitual utilizar para su interpretación un clarinete en la.
Es el único quinteto con este instrumento compuesto por Mozart. Terminó su composición el 29 de septiembre de 1789 y se refirió en una carta a la obra como el Quinteto Stadler, nombre con el que a veces se cita. Es una de las mejores obras del repertorio para clarinete y es muy popular por sus melodías líricas, especialmente en su segundo movimiento.

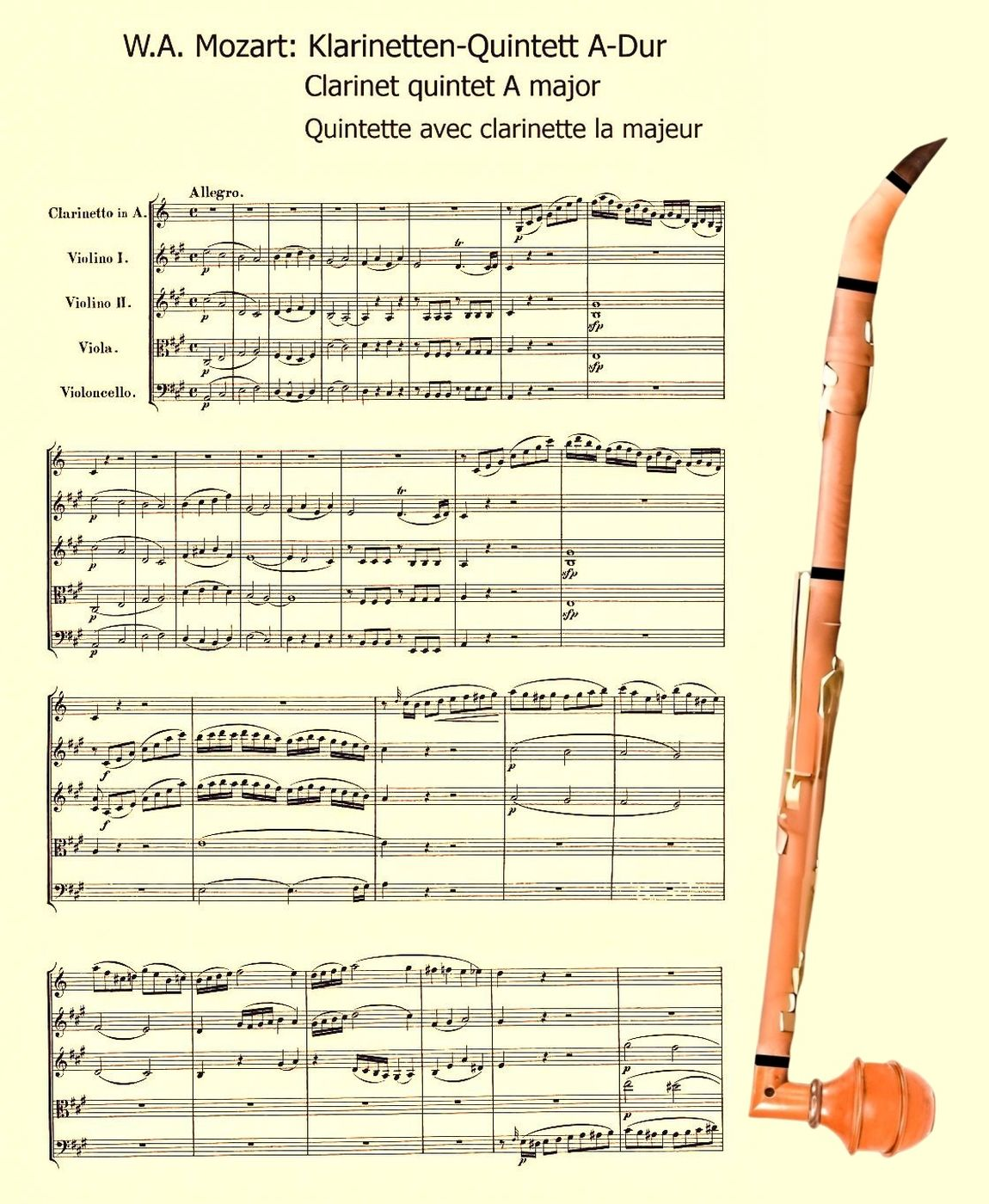
Partitura con clarinete histórico

## Estreno
La obra recibió su estreno el 22 de diciembre del mismo año 1789, en una de las cuatro actuaciones anuales en Viena de la Tonkünstler-Societät, una organización que existía para financiar las pensiones de viudas y huérfanos de músicos. La obra principal del programa fue una cantata, Il natale d'Apollo, de Vincenzo Righini; La obra de Mozart se interpretó entre las dos mitades de esta obra. La parte de clarinete solista fue interpretada por Stadler, la parte de primer violín por Joseph Zistler (1744-1794).

## Estructura
El quinteto guarda ciertas similitudes con el Concierto para clarinete y orquesta del mismo autor: La tonalidad usada es la misma, fue escrito también para Anton Stadler y los temas principales de movimientos lentos presentan algunas similitudes. Consta de cuatro movimientos:
- Allegro: es un movimiento en forma de sonata.
- Larghetto: es una lírica forma lied (A B A).
- Menuetto: se trata de un minueto con dos tríos.
- Allegretto con variazioni: Consta de un tema con seis variaciones. La tercera variación está en modo menor y la quinta en tempo lento (Adagio).

## Análisis
Toda la obra irradia calma y serenidad en grandes partes. Al mismo tiempo, se caracteriza por transiciones repentinas de pasajes alegres y melancólicos, pero también sublimes y campechanos, así como armonías y disonancias. Alfred Einstein señala que si bien el clarinete "predomina como primus inter pares" (primero entre iguales), se trata de una "obra de música de cámara de la mejor clase" y los roles se distribuyen de manera más equitativa de lo que sería en un quinteto más concertante para viento y cuerda.
En términos de interpretación, presenta a los músicos, especialmente al clarinetista, desafíos extraordinarios. Como dice Jörg Widmann: "En realidad es una pieza completamente sublime, de una belleza que uno no puede captar en absoluto, que también es difícil de producir para un intérprete, ya que uno tiene que tocar inconscientemente..."

### 1. Alegro
El movimiento comienza con un tema de las cuerdas tranquilo, al que responde el clarinete con arabescos rápidos, fraseados irregularmente: seis compases para las cuerdas y sólo dos para el clarinete. En la recapitulación, en cambio, el clarinete retoma el tema del segundo violín, presentado en pizzicato, en un tono romántico menor. En el desarrollo Mozart deja que todos los instrumentos se destaquen como solistas, mientras que en la recapitulación media ingeniosamente entre la pretensión concertante del clarinete y la interpretación del cuarteto de cuerdas.
Siguiendo el primer tema, el clarinete y el violonchelo secuencian una cadena de apoyaturas en un aparte, desde el cual un poderoso impulso conduce finalmente al tema secundario.

### 2. Larghetto
En los primeros 20 compases el clarinete, acompañado de las cuerdas, presenta una de las melodías más íntimas que conocemos de Mozart. El punto en el que, después de un desarrollo con notas de treinta segundos que finalmente se elevan en escala, el cuarteto de repente se queda en silencio en el compás 49 y le da al clarinetista la oportunidad de una cadencia corta, que finalmente transfiere de nuevo a la melodía de apertura en pianissimo y dolce, que podría describirse como "hermoso para llorar". Cuando Mozart escribió el concierto para clarinete y orquesta dos años después, evidentemente no se vio en condiciones de escribir un segundo movimiento aceptable para él, por lo que incluyó el Larghetto en el concierto como un adagio con modificaciones menores.
También hay secuencias en los otros movimientos que son (pueden) ser percibidas como particularmente “hermosas”. Arnold Schönberg, quien, como Richard Strauss, se ocupó de la obra, habla de bellezas "subcutáneas", es decir, aquellas que se meten bajo la piel o se encuentran debajo de la superficie.

### 3. Menuetto
El minueto es una estructura extremadamente alegre y aireada con un fino contrapunto. Escrito en menor y dominado por un estado de ánimo melancólico, el Trío I demuestra ser un cuarteto de cuerda puro, con disonancia extrema y técnicas artísticas ocultas, mientras que el Trío II, nuevamente en mayor, deja que el clarinete toque un Ländler.

### 4. Allegretto con variazioni
El tema, que tiene que ser variado, viene en el ritmo de baile de una gavota y recuerda las melodías posteriores de Papageno de La flauta mágica. Al igual que en el primer movimiento, Mozart deja que cada instrumento se destaque con un solo y de esta manera asegura una relación equilibrada entre el clarinete y las cuerdas y una creación musical conjunta que disfrutan todos los instrumentistas. "El clímax del movimiento es la variación del adagio, un canto ampliamente ejecutado, al final del cual el tiempo parece detenerse para algunos acordes maravillosos antes de que la variación final se convierta en un final ágil".